# Fernando Delgado de Lara
Fernando Delgado de Lara (25 de enero de 1891-25 de diciembre de 1950) fue un actor, guionista y director de cine español.

## Biografía
Fue hijo del escritor palentino Sinesio Delgado y nieto de la actriz Balbina Valverde. Involucrado en los inicios del cine mudo en España, abandonó los estudios de Derecho para colaborar con Jacinto Benavente en la adaptación al cine de Los intereses creados y posteriormente La madona de las rosas.
Delgado dirigió una mezcla de documentales y largometrajes, destacando entre ellos Cabrita que tira al monte (1925), Las de Méndez (1927), Viva Madrid, que es mi pueblo (1928), Currito de la Cruz (1936), La gitanilla (1940), Fortunato (1942), La patria chica (1943), o La maja del capote (1944).
Fue padre del también director de cine y guionista Luis María Delgado (1926-2007) y del periodista Alberto Delgado Cebrián (1938).